# Galaxy Zoo
Galaxy Zoo é um projeto de astronomia "on-line" que convida os seus membros a classificar mais de um milhão de galáxias. Este é um exemplo de ciência cidadã que requisita a ajuda do público na pesquisa científica. Uma versão melhorada – Galaxy Zoo 2 - foi colocada em linha a 17 de fevereiro de 2009. Galaxy Zoo é parte do Zooniverse

## Origem
O projeto foi inspirado pelo Stardust@home, no qual a NASA pediu ao público que procurasse marcas de impactos provocados pela poeira interestelar em imagens obtidas numa missão a um cometa. O Galaxy Zoo é um trabalho colaborativo de diversos pesquisadores de varias instituições, tais como a Universidade de Oxford, Universidade de Portsmouth, Universidade de Nottingham, Universidade Johns Hopkins, Universidade de Yale, Universidade da Califórnia, Universidade de Berkeley e Fingerprint Digital Media de Belfast.

## Importância do Voluntariado
Os programas de computador têm sido incapazes de classificar corretamente as galáxias. Segundo, Kevin Schawinski, membro do projeto, o cérebro humano é mais eficaz que um computador na tarefa de reconhecimento de formas. " Os pesquisadores levariam vários anos para processar as fotografias, sem o trabalho voluntário, e com a colaboração de 10000 a 20000 pessoas estima-se que o processo esteja finalizado num mês."
Não são necessários conhecimentos de astronomia. No tutorial do "site", os pretendentes a voluntários podem observar galáxias espirais, elípticas, etc., e tentar dar a resposta certa antes que esta lhe seja apresentada. Também são exibidas fotografias de estrelas e rastos de satélites, que o telescópio robótico gravou mas foi incapaz de classificar. Os voluntários analisam mais fotografias como teste, e se alcançam um número razoável de respostas certas podem aceder ao "site".

## Imagens Inéditas
Chris Lintott, outro membro do projeto, comentou que "uma vantagem é observar zonas do espaço não previamente vistas. Estas imagens são realizadas por um telescópio robótico e processadas automaticamente. Pode suceder que ao aceder ao "site" a primeira galáxia a ser apresentada ainda não tenha sido vista por qualquer ser humano." Temos a confirmação de Schawinski, "A maioria destas galáxias foram fotografadas por um telescópio robótico e processadas por computador. É a primeira vez que é observada por olhos humanos."

## Objetivo inicial
É pedido aos voluntários de Galaxy Zoo, que a partir das imagens apresentadas classifiquem as galáxias em elípticas ou espirais, e caso sejam espirais, se o sentido de rotação é horário ou anti-horário. As imagens foram realizadas automaticamente, pelo Sloan Digital Sky Survey utilizando uma câmara digital montada num telescópio no Observatório Apache Point, no Novo México, Estados Unidos da América.
Espera-se que esta análise produza resultados úteis sobre a distribuição da morfologia das galáxias, permitindo aos cientistas determinar se os atuais modelos galácticos estão corretos. Este é um exemplo da Ciência dos Cidadãos.
Os teóricos acreditam que as galáxias espirais podem fundir-se e tornarem-se elípticas, e também que as elípticas podem tornar-se espirais se receberem mais gás ou estrelas. O Professor Michael Longo da Universidade de Michigan defende que o sentido de rotação das galáxias não é aleatório, o que provocará uma mudança de paradigma na Cosmologia caso esteja correto. Tal é baseado numa pesquisa de 1660 galáxias: uma maior amostragem poderá confirmar ou rejeitar tal hipótese.

## Progresso
O Galaxy Zoo, a 2 de Agosto de 2007, editou a sua primeira "newsletter" onde explicava que 80,000 voluntários tinham classificado mais de 10 milhões de imagens de galáxias, alcançando o objetivo da primeira fase do projeto. O atual objecivo é "que cada galáxia seja classificada por 20 utilizadores. A importância de múltiplas classificações é que nos permitirá construir uma base de dados precisa e confiável, que esteja de acordo com os elevados padrões da comunidade científica. Pela primeira vez, seremos capazes de distinguir as espirais das elípticas, e também as espirais de objetos difusos. Ainda ninguém foi capaz de realizar tal tarefa. (Newsletter)
Este objetivo foi modificado para 30, face ao entusiasmo demonstrado pelos voluntários.  O conjunto final de dados contem  34617406 cliques feitos por 82931 utilizadores.  Foi pesquisado a existência de tendência, sendo apresentado imagens a preto e branco e/ou invertidas fotograficamente.  Tal é necessário para verificar se o aparente acréscimo de espirais com rotação anti-horário  era uma predisposição do olho humano (como parece ser o caso).

### Fórum e blogue
Existe um Fórum ativo associado ao Galaxy Zoo, onde os voluntários apresentam as imagens mais marcantes e discutem a sua natureza. Já existem alguns resultados interessantes (oficiosos). As galáxias em anel são muito mais comuns que o suposto. Apenas se conheciam duas galáxias "tripés" possuindo três bem definidos braços. Já foram descobertas muitas mais. Há muitas fotografias de fusões, colisões e interações entre galáxias. Agora existe um "blogue científico"  com um resumo oficial sobre os resultados obtidos pelo 'zoo'. Existe atualmente um projeto de prospeção de voluntários para rever um conjunto de possíveis fusões de galáxias.

### Galaxy Zoo 2
Está atualmente em linha, depois de diversos meses de testes, e proporciona um sistema de classificação mais detalhado. A amostra consiste em 250000 das mais brilhantes galáxias do Galaxy Zoo. Galaxy Zoo 2 permite uma mais detalhada classificação, tendo como critérios a forma, a intensidade do núcleo galáctico, e tem uma secção especial para raridades tais como fusões ou galáxias em anel. A amostra também compreende algumas raridades óticas e "blobs" laranja.

## Descobertas

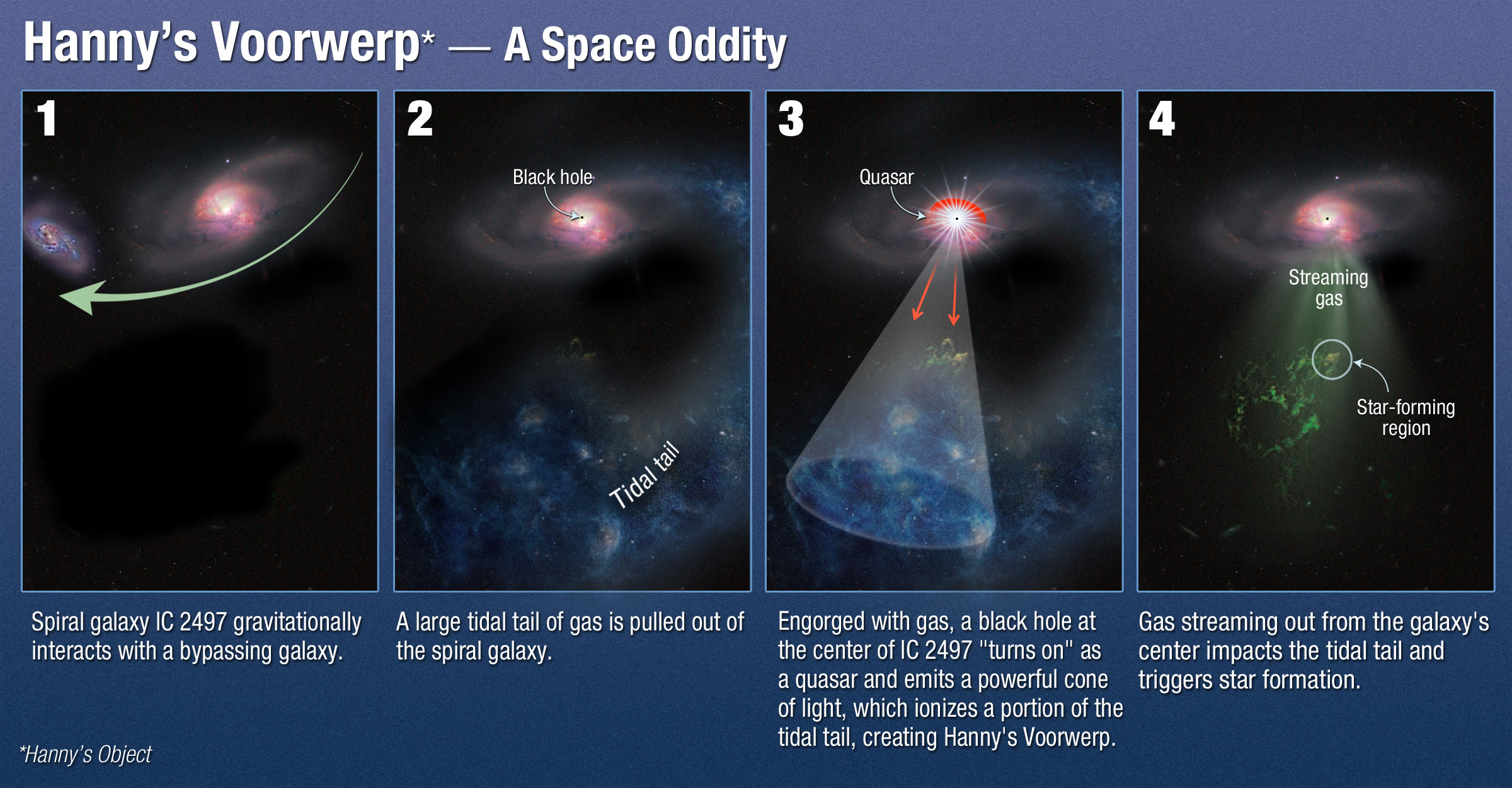
HST focando no "Voorwerp" de Hanny

Um objeto nomeado "Voorwerp" de Hanny, (Voorwerp, termo holandês para "objeto"), foi descoberto por Hanny van Arkel, e suscitou algum interesse científico. Esta descoberta foi referenciada como Foto do Dia de Astronomia, pela NASA em 25 de Junho de 2008. Deduz-se inicialmente que seria uma nuvem de gás, aquecida por um jato de um buraco negro.  As imagens originais do "Sloan Digital Sky Survey" não podiam dizer o que era, por isso,  tomaram-se posteriormente outras observações telescópicas em a óptica ultra-violeta, e faixas de rádio, bem como medições de raios-X de vários satélites e imagens do Telescópio Espacial Hubble. Em 2014, os astrofísicos concluiram que o fenômeno é um eco de ionização de um quasar.
Onze publicações científicas baseadas na classificação global dos dados estão em apreciação e cinco já foram publicadas, esperando-se mais brevemente.
Um deles refere-se à evolução de galáxias "mortas e vermelhas" em elípticas.
| Titulo | Autores | Ano  | Aceite por                                         | Link           |
| --- | --- | ---- | -------------------------------------------------- | -------------- |
| Galaxy Zoo: Disentangling the Environmental Dependence of Morphology and Colour                                                                    | Ramin A. Skibba, Steven P. Bamford, Robert C. Nichol, Chris J. Lintott, Dan Andreescu, Edward M. Edmondson, Phil Murray, M. Jordan Raddick, Kevin Schawinski, Anze Slosar, Alexander S. Szalay, Daniel Thomas, Jan Vandenberg                                                                                    | 2008 |                                                    | astro-ph UKADS |
| Galaxy Zoo: The Large-scale Spin Statistics of Spiral Salaxies in the Sloan Digital Sky Survey                                                     | Kate Land, Anze Slosar, Chris J. Lintott, Dan Andreescu, Steven Bamford, Phil Murray, Robert Nichol, M. Jordan Raddick, Kevin Schawinski, Alex Szalay, Daniel Thomas, Jan Vandenberg | 2008 | MNRAS Vol. 388 pag. 1686-1692                      | astro-ph UKADS |
| Galaxy Zoo : Morphologies Derived from Visual Inspection of Galaxies from the Sloan Digital Sky Survey                                             | Chris J. Lintott, Kevin Schawinski, Anze Slosar, Kate Land, Steven Bamford, Daniel Thomas, M. Jordan Raddick, Robert C. Nichol, Alex Szalay, Dan Andreescu, Phil Murray, Jan VandenBerg | 2008 | MNRAS Vol. 389 pag. 1179-1189                      | astro-ph UKADS |
| Galaxy Zoo: The Dependence of Morphology and Colour on Environment                                                                                 | Steven P. Bamford, Robert C. Nichol, Ivan K. Baldry, Kate Land, Chris J. Lintott, Kevin Schawinski, Anze Slosar, Alexander S. Szalay, Daniel Thomas, Mehri Torki, Dan Andreescu, Edward M. Edmondson, Christopher J. Miller, Phil Murray, M. Jordan Raddick, Jan Vandenberg                                      | 2008 | MNRAS Vol. 393 pag. 1324-1352                      | astro-ph UKADS |
| Galaxy Zoo: Chiral Correlation Function of Galaxy Spins                                                                                            | Anze Slosar, Kate Land, Steven Bamford, Chris J. Lintott, Dan Andreescu, Phil Murray, Robert Nichol, M. Jordan Raddick, Kevin Schawinski, Alex Szalay, Daniel Thomas, Jan Vandenberg | 2008 | MNRAS Vol. 392 pag. 1225-1232                      | astro-ph UKADS |
| Galaxy Zoo: A Sample of Blue Early-type Galaxies at Low Redshift                                                                                   | Kevin Schawinski, Chris J. Lintott, Daniel Thomas, Marc Sarzi, Dan Andreescu, Steven P. Bamford, Sugata Kaviraj, Sadegh Khochfar, Kate Land, Phil Murray, Robert C. Nichol, M. Jordan Raddick, Anze Slosar, Alex Szalay, Jan VandenBerg, Sukyoung K. Yi                                                          | 2009 | MNRAS Vol. 396 pag. 818-829                        | astro-ph UKADS |
| Galaxy Zoo: The Properties of Merging Galaxies in the Nearby Universe - Local Environments, Colours, Masses, Star-formation Rates and AGN Activity | D. W. Darg, Sugata Kaviraj, Chris J. Lintott, Kevin Schawinski, Marc Sarzi, Steven P. Bamford, J. Silk, Dan Andreescu, P. Murray, R. C. Nichol, M. Jordan Raddick, Anze Slosar, Alex S. Szalay, Daniel Thomas, Jan Vandenberg                                                                                    | 2009 |                                                    | astro-ph       |
| Galaxy Zoo: The Fraction of Merging Galaxies in the SDSS and Their Morphologies                                                                    | D. W. Darg, Sugata Kaviraj, Chris J. Lintott, Kevin Schawinski, Marc Sarzi, Steven P. Bamford, J. Silk, R. Proctor, Dan Andreescu, Phil Murray, Robert C. Nichol, M. Jordan Raddick, Anze Slosar, Alex S. Szalay, Daniel Thomas, Jan Vandenberg                                                                  | 2009 |                                                    | astro-ph       |
| Galaxy Zoo: 'Hanny's Voorwerp', a Quasar Light Echo ?                                                                                              | Chris J. Lintott, Kevin Scawinski, William Keel, Hanny van Arkel, Edward Edmondson, Daniel Thomas, Nicola Bennert, Danieal J.B. Smith, Peter D. Herbert, Matt J. Jarvis, Dan Andreescu, Steven P. Bamford, Kate Land, Phil Murray, Robert C. Nichol, M. Jordan Raddick, Anze Slosar, Alex Szalay, Jan Vandenberg |      |                                                    |                |
| Galaxy Zoo: Exploring the Motivations of Citizen Science Volunteers                                                                                | M. Jordan Riddick, Georgia Bracey, Pamela Gay, Chris J. Lintott, Kevin Scawinski, Alex Szalay, Jan Vanderberg | 2009 |                                                    |                |
| Galaxy Zoo: A Correlation Between Coherence of Galaxy Spin Chirality and Star Formation Efficiency                                                 | Raul Jimenez, Anze Slosar, Licia Verde, Steven P. Bamford, Chris J. Lintott, Kevin Scawinski, Robert Nichol, Dan Andreescu, Kate Land, Phil Murray, M. Jordan Raddick, Alex Szalay, Daniel Thomas, Jan Vandenberg                                                                                                | 2009 |                                                    | astro-ph       |
| Galaxy Zoo Green Peas: Discovery of A Class of Compact Extremely Star Forming Galaxies                                                             | Caroline Cardamone, Kevin Scawinski, Marc Sarzi, Steven P. Bamford, Nicola Bennert, C.M. Urry, Chris J. Lintott, William C. Keel, John Parejiko, Robert C. Nichol, Daniel Thomas, Dan Andreescu, Phil Murray, M. Jordan Raddick, Anze Slosar, Jan Vandenberg                                                     | 2009 |                                                    | astro-ph       |
| Revealing Hanny's Voorwerp: radio observations of IC 2497                                                                                          | G. I. G. Jozsa, M. A. Garrett, T. A. Oosterloo, H. Rampadarath, Z. Paragi, Hanny van Arkel, Chris Lintott, William C. Keel, Kevin Scawinski, Edd Edmondson | 2009 | Astronomy & Astrophysics - A&A 500, L33–L36 (2009) | astro-ph       |

Recentemente, foi confirmado que "galáxias espirais na mesma vizinhança (uma região definida com tendo a dimensão de 65 milhões de anos-luz) têm o mesmo sentido de rotação – mas apenas se formaram a maioria das suas estrelas há mais de 10000 milhões de anos".
Diversos telescópios estão a ser utilizados para continuar a observação dos objetos descobertos no Galaxy Zoo, incluindo o Kitt Peak no Arizona e o prato milimétrico IRAM em Espanha.